# Буй Тхань Льем
Буй Тхань Льем (вьет. Bùi Thanh Liêm; 30 июня 1949 — 26 сентября 1981) — вьетнамский космонавт-дублёр.

## Биография
Родился в 1949 в Ханое. В 1966 окончил среднюю школу и вступил добровольцем во Вьетнамскую Народную армию. Был направлен служить в ВВС, где дослужился до звания капитана. С 1970 служил лётчиком в 921-м истребительно-авиационном полку «Красная Звезда» (вьет. Sao Đỏ). В ходе Вьетнамской войны 27 июня 1972 сбил американский самолёт F-4E, всего на его счету 2 сбитых самолёта. В 1973 назначен командиром эскадрильи.
С 1974 по 1978 учился в Военно-воздушной академии имени Ю. А. Гагарина в Монине. В 1978 назначен заместителем начальника штаба полка «Красная Звезда».
В апреле 1979 был отобран в качестве одного из двух вьетнамских кандидатов в космонавты по программе «Интеркосмос». Приступил к подготовке в ЦПК им. Ю. А. Гагарина и был назначен во второй (дублирующий) экипаж (вместе с В. Ф. Быковским).
Был дублёром космонавта-исследователя КК «Союз-37», первого вьетнамского космонавта Фам Туана в июле 1980.
После возвращения во Вьетнам в 1980 году вновь вернулся на лётную службу, где служил до своей гибели.
26 сентября 1981 погиб в авиакатастрофе: пилотируемый им МиГ-21 УТИ разбился во время тренировочного полёта над Тонкинским заливом.
Похоронен в Ханое.

## Семья
Отец, Буй Динь Лой, служивший командиром роты полковой разведки, погиб в 1950 году. Мать, Нгок Ен, работала начальником отдела кадров кондитерской фабрики в Ханое. Жена, Дуонг Тхи Туен, работала в системе Министерства внутренних дел, в 1978 году у них родилась дочь.

## Воинские звания
- Лейтенант ВВС (с 1970 года)
- Старший лейтенант ВВС (с 1974 года)
- Капитан ВВС (с 1978 году)
- Майор ВВС (с 1980 года)

## Награды
- Орден Хо Ши Мина (4 сентября 1980 года)
- Орден «Боевая слава» 2-й и 3-й степени
- Орден «За боевой подвиг» 1-й, 2-й и 3-й степени
- Орден Труда 1-й степени